# Wilhelm Johannson
Wilhelm Johannson (* 6. September 1937 in Hamburg) ist ein deutscher Sportreporter und Fußballkommentator in der im Rundfunk ausgestrahlten Bundesligakonferenz.

## Biografie
Er arbeitet seit 1967 für Radio Bremen und wirkte  zusammen mit Walter Jasper, der oft mit ihm im Einsatz war. Johannson kommentierte in der Bundesliga über 150 Spiele von Werder Bremen. Im DFB-Pokal waren es 56. Auch im Europapokal wurde er bei 75 Spielen eingesetzt. Sein wichtigstes war wohl das Endspiel um den Europapokal der Pokalsieger 1992 zwischen Werder Bremen und dem AS Monaco. Seit 1971 ist er für die Bundesligakonferenz im Einsatz. Hier arbeitet er in einer fünfköpfigen Crew, zu der auch Walter Jasper gehört.
2000 war er als Fachreporter für den Hörfunk im Bereich Schwimmen in Sydney bei den Olympischen Spielen tätig. Zuvor war er in gleicher Funktion schon bei den Spielen in München (1972), Los Angeles (1984), Seoul (1988), Barcelona (1992) und Atlanta (1996) tätig. Er berichtete von zahlreichen Welt- und Europameisterschaften vom Schwimmen, Leichtathletik, Amateurboxen und Pferdesport.